# Día de Meritxell
El Día de Meritxell o festividad de Nuestra Señora de Meritxell es el Día nacional del Principado de Andorra que se celebra anualmente el 8 de septiembre (festividad del Nacimiento de la Virgen) desde el 1873. Los principales actos institucionales y religiosos tienen lugar en el Santuario de Meritxell.
Las principales celebraciones son la misa de la Aurora en el Santuario de Meritxell, la misa joven y el acto oficial de la Casa de la Vall, el solemne oficio en honor a la patrona concelebrado por el Obispo de Urgell, el canto de los gozos a la Virgen, sardanas, Concierto de Meritxell de los Pequeños Cantores y la misa vespertina.